# Unseburg
Unseburg è una frazione (Ortsteil) del comune tedesco di Bördeaue, situato nel circondario di Salzland, nel land della Sassonia-Anhalt.
Fino al 31 dicembre 2009 Unseburg era un comune autonomo.